# Па дьо Кале (департамент)
Па дьо Кале (на френски: Pas-de-Calais) е департамент в регион О дьо Франс, Северна Франция. Поредният му номер е 62. Образуван е през 1790 година от бившите провинции Булоне, Калези и части на Понтийо и Артоа и получава името на протока Па дьо Кале. Площта му е 6671 km², а населението – 1 477 429 души (2016). Административен център е град Арас.